# Learning Fun I
Learning Fun I est un jeu vidéo éducatif développé par Realtime  Associates, édité par INTV, sorti en 1987 sur la console Intellivision,.

## Système de jeu
La cartouche comprend 2 mini-jeux de mathématiques.

- Math Master est une simple reprise de Math Fun[1]. Mettant en scène un gorille et un éléphant bloquant le passage du joueur, il s'agit d'un test de calcul mental proposant 18 niveaux de difficulté[2].

- Factor Fun est un jeu original créé pour l'occasion. Il s'agit pour les joueurs d'utiliser les 4 opérations basiques (addition, soustraction, multiplication et division) pour atteindre un nombre donné (ou s'en approcher le plus possible) à partir de chiffres de départ. Il rappelle l'épreuve Le Compte est bon de l'émission Des chiffres et des lettres en une version simplifiée. Il propose 7 niveaux de difficulté[2].

## Développement
Learning Fun I est développé par David Warhol, qui recycle le code source de The Electric Company: Math Fun, précédemment développé par APh Technological Consulting pour Mattel Electronics. Il en tire Math Master, supprimant au passage les mentions à The Electric Company (en), CTW ou Mattel. Il développe ensuite une deuxième épreuve : Factor Fun, et y intègre les graphismes de Connie Goldman.

## Héritage
Math Master et Factor Fun sont présents, émulés, dans la compilation Intellivision Lives! (en) sortie sur diverses plateformes.
Learning Fun I fait partie des jeux intégrés dans la console Intellivision Flashback, sortie en 2014.